# 世襲領兵制
世襲領兵制是三國時期孫吳（東吳）政權施行的一種制度，孫吳允許士兵成為將領的部曲（私兵），並在將領在死亡後將所統領的軍隊傳襲給子孫或兄弟。透過施行世襲領兵制讓孫吳政權在軍力上擴充、以及強化軍隊素質上有所提升，同時也培養了軍隊將領的人才。奠定了孫吳在江東的軍事根基，但也產生世家大族權力的擴張問題。

## 實施對象
世襲領兵制的世襲對象以父死子繼為大宗情況，以嫡長子襲領為首要之選。在襲承軍隊的同時也繼承了父親的職位，成為孫吳軍事集團的要職。如在陸遜死後，其子陸抗接收其父的五千軍士。後來陸抗官拜大司馬、荊州牧。而陸抗死後其軍職傳給了長子陸晏，而軍隊則分別分給五個兒子。 
然而在孫吳政權早期，世襲領兵制並不僅限於子弟繼承，可以由其他將領接收軍隊。如周瑜病故後，魯肅代收周瑜部隊四千人馬。而魯肅死後其部隊又由呂蒙所收編。這種情況大多發生於國家重要軍力上的接續，通常涉及到軍事主力，就會由重要將領來承接部隊。

## 優點

### 培養人才
世襲領兵制是吳國人才來源的搖籃，在三國對峙期間，從北方招收人才的方式已經微乎其微。在面臨第一代人才衰老凋零的情況下，世襲領兵制成功的為孫吳替補上軍事人才。如擊敗曹仁、官至前將軍的朱桓，在其死後兒子朱異接替父親領兵，曾率兩千人破文欽七屯並斬首數百人，成為國家的軍事英才。世襲領兵制保障了將領的職權世代相傳，避免了職位上的空缺。同時作為一種軍事制度，促使將領們在四處爭討的同時，也帶領自己的兒子進行實戰訓練，保證將來能夠承接自己的位置。這個過程實際上是孫吳培養軍事人才的過程，成為孫吳獨特的一種培養軍事人才的制度。

### 擴大軍隊
透過征討山越及豪強，孫吳軍隊保持軍隊戰鬥力及擴充兵員的結果。避免了因為軍隊老化及徵兵問題而無兵可用。用兵於山越讓將領們可以補充自己的部曲。即所謂將壯丁抓去當兵，而老弱婦孺就去做農夫。也增加了生產力的提高及邊疆土地的開發。

## 缺點
在世襲領兵制之下世家大族依靠著家世背景，在兵源上的擴充遠比非世家大族出身的將領多。如徐盛、甘寧、潘璋等將並非世家大族出身，他們所授之兵大多在三百到六百之間。而世家大族將領如朱然、陸遜等大多有數千部曲。這造成大多數軍隊皆掌握於士族手中，世家大族的勢力擴張更快。中央政府的軍隊指揮權旁落於世家大族，影響政權的穩定（二宮之爭等事件）。